# Zipper e suo padre
Zipper e suo padre (Zipper und sein Vater) è un romanzo di Joseph Roth, pubblicato nel 1928.

## Storia editoriale
Il libro ha avuto molte edizioni in tedesco, sia come testo singolo, sia in collezioni o edizioni di opere complete di Joseph Roth; in tempi più recenti è stato tradotto in  inglese, ceco, spagnolo, francese, ucraino, olandese, polacco, neogreco e italiano.

## Trama
L'autore racconta la storia di due generazioni che, durante la prima guerra mondiale, combattono  contro la dura realtà per cercare di racimolare speranze e sogni. Zipper lotta duramente per acquisire lo status di borghese. Ma, purtroppo, le sue fatiche sono vane e rimarrà lo stesso nella miseria. Anche il figlio Arnold cerca in tutti i modi di raggiungere l'obbiettivo del padre, ma, anche lui, ne rimarrà sconfitto, costretto a suonare il violino e a mendicare per le strade di Vienna.

## Edizioni in italiano
- Joseph Roth, Zipper e suo padre, traduzione di Elisabetta Dell'Anna Ciancia, Milano: Adelphi, 1986
- Joseph Roth, Zipper e suo padre, Milano: Gruppo editoriale Fabbri-Bompiani-Sonzogno-ETAS, 1989